# والتر خيمينيز
والتر خيمينيز (بالإسبانية: Walter Adrián Jiménez)‏ (29 أغسطس 1977 ببوينس آيرس في الأرجنتين - ) هو لاعب كرة قدم أرجنتيني في مركز الوسط. لعب مع انيستتوتو وبانفيلد وجيمناسيا لابلاتا وسانتوس لاغونا ونادي بويبلا ونادي تشياباس وأتلاتيكو إيرابواتو وتيبورونيس روخوس دي فيراكروز وأتليتكو بلاتينسي ‏ وClub El Porvenir ‏.

## وصلات خارجية
- والتر خيمينيز على موقع قاعدة بيانات كرة القدم.إي يو (الإنجليزية)